# نمایندگان بلندپایه فرانسه بر سوریه و لبنان
نماینده بلندپایه فرانسه برای سوریه و لبنان یا کمیسرهای عالی فرانسه در شام یا کمیساریای عالی فرانسه در شام (به عربی: (به عربی: المندوب السامی للإنتداب الفرنسی علی سوریة ولبنان)؛ به فرانسوی:haut-commissaires de France au Levant)، طبق مادهٔ بیست و هشتم پیمان جامعه ملل در تاریخ ۲۵ آوریل ۱۹۲۰ سوریه و لبنان تحت‌الحمایهٔ فرانسه شد و این تحت‌الحمایگی تا سال ۱۹۴۶ ادامه یافت. نمایندهٔ فرانسه در سوریه و لبنان با نام کمیسر عالی در سوریه و لبنان شناخته می‌شد. این منصب پس از سال ۱۹۴۱ با عنوان نماینده کل شناخته شد.

## فهرست نام‌های نمایندگان بلندپایه فرانسه
| نمایندهٔ بلند پایه فرانسه | آغاز | پایان |
| ------------------------ | ---- | ----- |
| ژنرال هانری گورو         | ۱۹۱۹ | ۱۹۲۳  |
| ژنرال ماکسیم ویگان       | ۱۹۲۳ | ۱۹۲۴  |
| ژنرال موریس سارای        | ۱۹۲۴ | ۱۹۲۵  |
| هنری دی جونل             | ۱۹۲۵ | ۱۹۲۶  |
| آنری پونسو               | ۱۹۲۶ | ۱۹۳۳  |
| کونت دامین دو مارتل      | ۱۹۳۳ | ۱۹۳۹  |
| گابریل پوه               | ۱۹۳۹ | ۱۹۴۰  |
| ژان چیاپ                 | ۱۹۴۰ | ۱۹۴۰  |
| ژنرال هانری فرناند دنتز  | ۱۹۴۰ | ۱۹۴۱  |
| ژنرال ژرژ کاترو          | ۱۹۴۱ | ۱۹۴۳  |
| ژان هلیو                 | ۱۹۴۳ | ۱۹۴۳  |
| ژنرال پل بنه             | ۱۹۴۴ | ۱۹۴۶  |